# Tití de llavis blancs
El tití de llavis blancs (Saguinus labiatus) és una espècie de mico de la família dels cal·litríquids que viu al Brasil i Bolívia.

## Subespècies
N'hi ha tres subespècies:
- Saguinus labiatus labiatus
- Saguinus labiatus rufiventer
- Saguinus labiatus thomasi